# 藤田宗一 (投手)
藤田 宗一（ふじた そういち、1972年10月17日 - ）は、京都府綴喜郡八幡町（現：八幡市）出身の元プロ野球選手（投手）、野球解説者。左投左打。業務提携先は株式会社レガシージャパン。

## 経歴

### プロ入り前
中学校までを京都府八幡市で過ごし、長崎県の私立島原中央高等学校に野球留学した。2年秋にエースとして九州大会に出場。3年夏の県大会はベスト16。卒業後は社会人野球・西濃運輸硬式野球部に入部。抑えとして素質が開花し、1996年の日本選手権ではチームが準優勝した際に、5試合全てに救援登板し3勝、防御率1.00で敢闘賞を受賞した。翌年も都市対抗野球でのベスト8入りに貢献している。1997年のプロ野球ドラフト会議で千葉ロッテマリーンズから3位で指名されて入団。

### ロッテ時代
1998年4月4日の大阪近鉄バファローズ戦の8回に初登板。4月11日の西武ライオンズ戦で初セーブ、5月4日の西武戦で初勝利を記録した。7月7日の連敗の日本プロ野球ワースト新記録となる17連敗を記録したオリックス・ブルーウェーブ戦では2人目で登板したが、同点で迎えた延長12回に自身が出塁させた走者を残した状況で降板し、3人目の近藤芳久がサヨナラ満塁本塁打を打たれ、この試合の敗戦投手となった。河本育之に次ぎチーム2位の7セーブを挙げ、56試合の登板で防御率2.17の好成績で前半で6勝を挙げながら後半急失速した近鉄の真木将樹を抑えて新人王の最右翼とも見られたが、入団4年目の小関竜也にタイトルをさらわれる。
1999年は65試合に登板し、リーグ最多登板となった。しかし、防御率は前年よりも悪化した。
2000年に70試合に登板して2年連続最多登板。防御率4.27と安定感を欠いたが、最多ホールドのタイトルを獲得。
2001年にオールスターゲームに初出場した。同年は60試合に登板したが、この年も防御率4.70と安定感を欠いた。
2002年も50試合に登板し、防御率3.86の成績だった。
2003年は不振のため28試合にしか登板できなかった。
2004年は安定感を欠くも62試合に登板してチームのプレーオフ争いに貢献した。
2005年10月17日のリーグ優勝を成し遂げたときは誕生日を迎え、同日の試合で勝利投手になった。同年は薮田安彦、小林雅英とともにロッテの“勝利の方程式”として、一部メディアからは阪神タイガースの勝利の方程式「JFK」を捩ってYFKと呼ばれた。シーズンを45試合に登板して1勝4敗、防御率はルーキーイヤーの1998年以来の2点台となる2.56の成績を残し、31年ぶりのリーグ優勝と日本一に貢献した。
2006年は開幕前の3月に開催された第1回ワールド・ベースボール・クラシック(WBC)の日本代表に選出された。同大会では3試合に登板し、0勝0敗0セーブ、防御率9.00、1投球回、1奪三振、自責点1と不調だったが、チームは優勝を果たした。シーズンでは前年より防御率が悪化したが56試合に登板し引き続きセットアッパーとして活躍した。
2007年は5月3日に史上79人目の通算500試合登板を達成。全試合リリーフ登板であり、初登板から500試合連続リリーフ登板は史上初である。また、6月20日には連続リリーフ登板が512試合連続となり、パ・リーグ新記録となった。しかし、同年は31試合に登板したものの防御率が12点台と極度の不振で、左打者のワンポイントで登板しては打ち込まれるという試合が続き、左肩の故障も相まって二軍落ちも経験した。10月27日に球団から戦力外通告を受ける。
球団からはコーチ就任を要請されたが、残り3試合に迫った連続救援登板日本記録（橋本武広の526試合）もあり現役続行を希望。12球団合同トライアウトには参加せず、他球団からのオファーを待った。

### 巨人時代
2007年11月7日に読売ジャイアンツが獲得を発表した。
2008年は開幕一軍こそ逃したが、4月5日の対阪神タイガース戦で登板し、当時の日本記録となる527試合連続救援登板を達成。同年は39試合に登板した。
2009年は防御率こそ2.08と安定感はあったが、自己最低の19試合の登板に終わった。
2010年はプロ入り後初めて一軍登板が無く、10月29日に球団から自身2度目の戦力外通告を受ける。現役続行を希望し、古巣・ロッテの入団テストを受けたが契約には至らず、2回目の12球団合同トライアウトに参加した。

### ソフトバンク時代
2011年1月24日に福岡ソフトバンクホークスと育成選手として契約。3月7日付けで支配下登録された。同年10月22日に古巣のロッテ戦で通算600試合登板を達成したが、同年は19試合の登板で防御率も9.64と不振だった。日本シリーズ終了後の11月21日には球団側より来季の契約を結ばないことを通告された。

### 独立リーグ時代
2012年2月7日、ベースボール・チャレンジ・リーグの群馬ダイヤモンドペガサスに選手兼任投手コーチ補佐として入団した。2012年9月13日に同シーズン限りでの引退を発表し、同日に行われた福井ミラクルエレファンツ戦を最後に退団した。試合後、「ロッテの優勝とWBCが一番の思い出。今年、コーチ経験もさせてもらったし、チャンスがあれば（NPBで）指導者をやりたい」と話した。

### 現役引退後
東京・赤坂に焼きゅう豚「繁」を開店、同店のオーナーに就任した。
2015年より、古池拓一、代表の藤本義隆らと共に中学少年野球チームの吉川美南ボーイズ(代表：藤本義隆)を立ち上げた。また2018年からはロッテOBとして日テレNEWS24野球解説者に就任。
2022年1月より小中学生を対象としたマリーンズ・ベースボールアカデミーのテクニカルコーチに就任し、ロッテに復帰した。

## 選手としての特徴
ストレートに勢いがあり、コーナーを正確につくコントロールも持ち合わせている。鋭く変化する決め球のスライダーを、左打者の背中から内角へ曲げる技術に長け、稀にシュートやフォークも投げた。50試合登板を7シーズン成し遂げるなど、故障をしないタフさは「鉄腕」と称された。
入団から5年連続で50試合以上に登板したが、これは岩瀬仁紀の15年連続、宮西尚生の14年連続、秋山登の9年連続に次ぐ4位の記録である。

## 人物
家族は妻と子供が2男1女で、長女はボーイッシュガールズグループ「AXELL」の元メンバーのあすか。妻と娘は『ピラメキーノ』の1コーナー「おんなごころ!おかあさんといっしょ」（2010年4月28日放送分）に出演したことがある。
社会人時代に肩を壊し、リハビリ生活を余儀なくされた経験が故障しない頑丈な体を作っている。
1997年のロッテ入団会見時「僕は打たれません。バッターを100％抑える自信があります」と豪語し、会見後西濃運輸・林教雄監督から「通用するかまだ分からんだろう」と叱責された。これは、当時金属バットを採用し、打者有利の環境だった社会人野球で結果を残してきた自負からの発言だった。
プロに入って先発登板したことはないため「中継ぎのスペシャリスト」とよく言われたが、ロッテ時代は「中継ぎ」という仕事の評価が低い事に不満を持ち、例年契約更改がこじれていた。
2007年5月27日の阪神戦で金本知憲に3球続けて胸元に投げ、結果死球を与えて乱闘騒ぎになった（この試合はそれまでに福浦和也が二死球を受けるなど荒れていた）。ファンから激しい罵声を浴びて、プロ野球に入ってこれが一番恐怖を感じた経験だという。翌日には謝罪し、金本も「こういうのは仕方ない」と言い、2人の間にわだかまりはないと言う。
WBC出場選手としては初めて戦力外通告を受けた選手でもある。それもあり、2007年の年末にプロ野球戦力外通告・クビを宣告された男達で取り上げられた。

## 詳細情報

### 年度別投手成績
| 年 度      | 球 団        | 登 板 | 先 発 | 完 投 | 完 封 | 無 四 球 | 勝 利 | 敗 戦 | セ 丨 ブ | ホ 丨 ル ド | 勝 率 | 打 者 | 投 球 回 | 被 安 打 | 被 本 塁 打 | 与 四 球 | 敬 遠 | 与 死 球 | 奪 三 振 | 暴 投 | ボ 丨 ク | 失 点 | 自 責 点 | 防 御 率 | W H I P |
| ---------- | ------------ | ----- | ----- | ----- | ----- | -------- | ----- | ----- | -------- | ----------- | ----- | ----- | -------- | -------- | ----------- | -------- | ----- | -------- | -------- | ----- | -------- | ----- | -------- | -------- | ------- |
| 1998       | ロッテ       | 56    | 0     | 0     | 0     | 0        | 6     | 4     | 7        | --          | .600  | 270   | 66.1     | 62       | 3           | 19       | 2     | 1        | 54       | 4     | 1        | 18    | 16       | 2.17     | 1.22    |
| 1999       | ロッテ       | 65    | 0     | 0     | 0     | 0        | 3     | 1     | 0        | --          | .750  | 249   | 61.1     | 57       | 5           | 13       | 1     | 1        | 57       | 0     | 1        | 23    | 22       | 3.23     | 1.14    |
| 2000       | ロッテ       | 70    | 0     | 0     | 0     | 0        | 2     | 1     | 0        | --          | .667  | 261   | 59.0     | 64       | 9           | 20       | 2     | 1        | 46       | 2     | 0        | 31    | 28       | 4.27     | 1.42    |
| 2001       | ロッテ       | 60    | 0     | 0     | 0     | 0        | 0     | 1     | 0        | --          | .000  | 132   | 30.2     | 36       | 3           | 6        | 2     | 0        | 24       | 0     | 0        | 17    | 16       | 4.70     | 1.37    |
| 2002       | ロッテ       | 50    | 0     | 0     | 0     | 0        | 0     | 2     | 0        | --          | .000  | 98    | 23.1     | 27       | 3           | 3        | 0     | 0        | 16       | 0     | 0        | 11    | 10       | 3.86     | 1.29    |
| 2003       | ロッテ       | 28    | 0     | 0     | 0     | 0        | 0     | 1     | 0        | --          | .000  | 84    | 18.2     | 23       | 3           | 7        | 2     | 2        | 17       | 0     | 0        | 11    | 9        | 4.34     | 1.61    |
| 2004       | ロッテ       | 62    | 0     | 0     | 0     | 0        | 1     | 1     | 0        | --          | .500  | 200   | 44.0     | 52       | 4           | 20       | 3     | 2        | 35       | 1     | 0        | 25    | 22       | 4.50     | 1.64    |
| 2005       | ロッテ       | 45    | 0     | 0     | 0     | 0        | 1     | 4     | 0        | 24          | .200  | 154   | 38.2     | 27       | 2           | 13       | 2     | 1        | 31       | 1     | 0        | 12    | 11       | 2.56     | 1.03    |
| 2006       | ロッテ       | 56    | 0     | 0     | 0     | 0        | 4     | 3     | 0        | 23          | .571  | 169   | 40.2     | 42       | 1           | 7        | 1     | 2        | 35       | 0     | 0        | 19    | 16       | 3.54     | 1.20    |
| 2007       | ロッテ       | 31    | 0     | 0     | 0     | 0        | 1     | 2     | 1        | 10          | .333  | 76    | 15.2     | 28       | 2           | 2        | 0     | 1        | 12       | 1     | 0        | 23    | 22       | 12.64    | 1.91    |
| 2008       | 巨人         | 39    | 0     | 0     | 0     | 0        | 0     | 0     | 0        | 13          | ----  | 123   | 29.0     | 30       | 2           | 8        | 0     | 1        | 21       | 0     | 0        | 13    | 10       | 3.10     | 1.31    |
| 2009       | 巨人         | 19    | 0     | 0     | 0     | 0        | 1     | 0     | 0        | 2           | 1.000 | 72    | 17.1     | 20       | 1           | 1        | 0     | 0        | 10       | 0     | 0        | 5     | 4        | 2.08     | 1.21    |
| 2011       | ソフトバンク | 19    | 0     | 0     | 0     | 0        | 0     | 1     | 0        | 5           | .000  | 45    | 9.1      | 10       | 1           | 5        | 0     | 3        | 8        | 0     | 0        | 10    | 10       | 9.64     | 1.61    |
| 通算：13年 | 通算：13年   | 600   | 0     | 0     | 0     | 0        | 19    | 21    | 8        | 77          | .475  | 1933  | 454.0    | 478      | 39          | 124      | 15    | 15       | 366      | 9     | 2        | 218   | 196      | 3.89     | 1.33    |

- 各年度の太字はリーグ最高

### WBCでの投手成績
| 年 度 | 代 表 | 登 板 | 先 発 | 勝 利 | 敗 戦 | セ ｜ ブ | 打 者 | 投 球 回 | 被 安 打 | 被 本 塁 打 | 与 四 球 | 敬 遠 | 与 死 球 | 奪 三 振 | 暴 投 | ボ ｜ ク | 失 点 | 自 責 点 | 防 御 率 |
| ----- | ----- | ----- | ----- | ----- | ----- | -------- | ----- | -------- | -------- | ----------- | -------- | ----- | -------- | -------- | ----- | -------- | ----- | -------- | -------- |
| 2006  | 日本  | 3     | 0     | 0     | 0     | 0        | 4     | 1.0      | 1        | 1           | 0        | 0     | 0        | 1        | 0     | 0        | 1     | 1        | 9.00     |

### 独立リーグでの投手成績
| 年 度     | 球 団     | 登 板 | 完 投 | 勝 利 | 敗 戦 | セ ｜ ブ | 勝 率 | 打 者 | 投 球 回 | 被 安 打 | 被 本 塁 打 | 与 四 球 | 与 死 球 | 奪 三 振 | 暴 投 | ボ ｜ ク | 失 点 | 自 責 点 | 防 御 率 | W H I P |
| --------- | --------- | ----- | ----- | ----- | ----- | -------- | ----- | ----- | -------- | -------- | ----------- | -------- | -------- | -------- | ----- | -------- | ----- | -------- | -------- | ------- |
| 2012      | 群馬      | 28    | 0     | 3     | 2     | 0        | .600  | 128   | 28.1     | 33       | 0           | 10       | 2        | 22       | 1     | 0        | 12    | 8        | 2.54     | 1.52    |
| 通算：1年 | 通算：1年 | 28    | 0     | 3     | 2     | 0        | .600  | 128   | 28.1     | 33       | 0           | 10       | 2        | 22       | 1     | 0        | 12    | 8        | 2.54     | 1.52    |

### タイトル
- 最多ホールド投手：1回 （2000年）

### 表彰
- 千葉市市民栄誉賞（2006年）

### 記録
初記録
- 初登板：1998年4月4日、対近鉄バファローズ1回戦（大阪ドーム）、8回裏無死に3番手で救援登板、1/3回を無失点
- 初セーブ：1998年4月11日、対西武ライオンズ2回戦（千葉マリンスタジアム）、8回表1死に3番手で救援登板・完了、1回2/3を無失点
- 初奪三振：1998年4月21日、対福岡ダイエーホークス1回戦（福岡ドーム）、8回裏に吉永幸一郎から
- 初勝利：1998年5月4日、対西武ライオンズ6回戦（西武ドーム）、9回裏無死に2番手で救援登板・完了、2回無失点
- 初ホールド：2005年3月30日、対オリックス・バファローズ3回戦（大阪ドーム）、8回裏に2番手で救援登板、1回無失点

節目の記録
- 500試合登板：2007年5月3日、対北海道日本ハムファイターズ7回戦（千葉マリンスタジアム）、9回表に4番手で救援登板、3連打3失点　※史上79人目
- 600試合登板：2011年10月22日、対千葉ロッテマリーンズ24回戦（QVCマリンフィールド）、5回裏に2番手で救援登板、1安打1四球2失点　※史上36人目

その他の記録
- 初登板から600試合連続救援登板　※当時のNPB記録（2014年に五十嵐亮太が更新）
- オールスターゲーム出場：1回 （2001年）

### 背番号
- 12 （1998年 - 2007年、2012年）
- 37 （2008年 - 2010年）
- 136 （2011年 - 同年3月6日）
- 63 （2011年3月7日 - 同年シーズン終了時）

### 代表歴
- 2006 ワールド・ベースボール・クラシック日本代表